# Мешков, Пётр Илларионович
Пётр Илларио́нович Мешко́в (12 июня 1899 ― 6 декабря 1979) ― советский хозяйственный и общественный деятель, шахтёр, участник гражданской войны, почётный гражданин города Новошахтинска.

## Биография
Родился 12 июня 1899 года в Майкопе.
Пётр Илларионович принимал участие в гражданской войне. После Октябрьской революции переехал жить в посёлок Несветай, поднимать угольный район после установления советской власти.
Трудился инструктором политотдела Донбасса, на Несветае, на руднике 3-го Коминтерна. Был руководителем движения несветаевских горняков за добычу и отправку 30 тысяч пудов угля-антрацита в Москву. Уголь отправлялся на личное имя Владимира Ленина, для московского пролетариата.
Пётр Мешков стал делегатом 2-го Всероссийского съезда горняков и лично докладывал Ленину о трудовых делах шахтёров Несветая. В архивах имеется фото Петра Мешкова с Владимиром Лениным. Неоднократно награждался государственными наградами, в том числе орденами Ленина, Трудового Красного Знамени и другими медалями.
Всю свою жизнь Пётр Илларионович посвятил партийной и профсоюзной работе. Инициатор многих начинаний, которые помогали шахтёрам в работе и в социальном быту.
В 1977 году решением городских органов власти Петру Мешкову было присвоено звание «Почётный гражданин города Новошахтинска».
Проживал в городе Новошахтинске Ростовской области. Умер 6 декабря 1979 года.

## Награды и звания
- Орден Ленина,
- Орден Трудового Красного Знамени,
- Почётный гражданин Новошахтинска (1977).

## Память
- Одна из улиц города Новошахтинска Ростовской области названа именем Петра Илларионовича Мешкова[4].
- Улица в городе Шахты Ростовской области также носит имя Петра Мешкова.